# Números de telefone em Portugal
Em Portugal, os números de telefone são regulados pela Anacom, no Plano Nacional de Numeração. O indicativo do país é 351, isto é, quem liga a partir do estrangeiro terá de acrescentar +351 ao início do número. Por outro lado, para ligar de Portugal para fora, usa-se o indicativo internacional 00. Em 1997, Portugal adoptou o número europeu de emergência 112, havendo ainda um número separado para incêndios florestais, 117.

## Plano Nacional de Numeração
| Indicativo | Uso |
| 00         | Indicativo para acesso internacional |
| 01 a 09    | Reservados para uso futuro |
| 1          | Números curtos |
| 2          | Serviço telefónico acessível ao público em local fixo |
| 3          | Serviços nómadas |
| 4          | Reservado para eventual expansão |
| 5          | Reservado para eventual expansão |
| 6          | Serviços de audiotexto, de acesso a redes de dados etc. |
| 7          | Serviços de redes privativas de voz, de acesso universal, de carácter utilitário de tarifa majorada, de tarifa única por chamada e de números de encaminhamento interoperadores |
| 8          | Serviços de chamadas grátis para o chamador, de chamadas com custos partilhados, de cartão virtual de chamadas, de número pessoal                                               |
| 9          | Serviços de comunicações móveis |

## História
Em 1999, o sistema de números foi alterado, para permitir um maior número de telefones, para abrir o caminho à iniciativa privada e também para uniformizar o sistema. Todos os números fixos e móveis passaram a ter 9 dígitos, em que se inclui o respectivo indicativo (código de área ou código do operador móvel). As mudanças incidiram também sobre os indicativos: nos números fixos, o número inicial 0 passou para 2; nos números móveis, os indicativos, no formato 093x, passaram para dois algarismos, no formato 9x.

## Esquema de códigos
| Área                   | Indicativo |
| ---------------------- | ---------- |
| Abrantes               | 241        |
| Angra do Heroísmo      | 295        |
| Arganil                | 235        |
| Aveiro                 | 234        |
| Beja                   | 284        |
| Braga                  | 253        |
| Braga                  | 257        |
| Bragança               | 273        |
| Caldas da Rainha       | 262        |
| Castelo Branco         | 272        |
| Castro Verde           | 286        |
| Chaves                 | 276        |
| Coimbra                | 239        |
| Covilhã                | 275        |
| Estremoz               | 268        |
| Évora                  | 266        |
| Faro                   | 289        |
| Figueira da Foz        | 233        |
| Funchal                | 291        |
| Guarda                 | 271        |
| Horta                  | 292        |
| Idanha-a-Nova          | 277        |
| Leiria                 | 244        |
| Lisboa                 | 21         |
| Mealhada               | 231        |
| Mirandela              | 278        |
| Moncorvo               | 279        |
| Moura                  | 285        |
| Odemira                | 283        |
| Penafiel               | 255        |
| Peso da Régua          | 254        |
| Pombal                 | 236        |
| Ponta Delgada          | 296        |
| Ponte de Sor           | 242        |
| Portalegre             | 245        |
| Portimão               | 282        |
| Porto                  | 22         |
| Proença-a-Nova         | 274        |
| S. João da Madeira     | 256        |
| Santarém               | 243        |
| Santiago do Cacém      | 269        |
| Seia                   | 238        |
| Setúbal                | 265        |
| Tavira                 | 281        |
| Torres Novas           | 249        |
| Torres Vedras          | 261        |
| Valença                | 251        |
| Viana do Castelo       | 258        |
| Vila Franca de Xira    | 263        |
| Vila Nova de Famalicão | 252        |
| Vila Real              | 259        |
| Viseu                  | 232        |

### Lista de indicativo de telemóvel
| Indicativo(s) | Operador         |
| 91            | Vodafone         |
| 9200–9205     | Lycamobile       |
| 9210–9220     | Vodafone         |
| 9221–9222     | MEO              |
| 9230          | NOS              |
| 9231          | Vodafone         |
| 9232          | MEO              |
| 9233          | Digi             |
| 9240–9279     | MEO              |
| 9280–9281     | NOWO             |
| 9285          | Onitelecom       |
| 9290–9294     | NOS              |
| 9295          | Suvamovil        |
| 93            | NOS              |
| 95            | OniWay (extinta) |
| 96            | MEO              |

Apesar da delegação dos prefixos às operadoras de telecomunicações, a portabilidade de números e os operadores virtuais permitem que o prefixo de um número não corresponda à sua operadora actual.